# Elvira Virginia López
Elvira Virginia López (Buenos Aires, 1871-1956) fue una filósofa feminista argentina de principios del siglo XX, que se doctoró en Filosofía y Letras en 1901, junto a su hermana Ernestina, en la primera promoción de la Facultad de Filosofía y Letras de la Universidad de Buenos Aires. Su tesis doctoral El movimiento feminista, es la primera tesis sobre feminismo escrita en Argentina y en América del Sur.

## Biografía
Nació en Buenos Aires en 1871 como Elvira Virginia López, hija de Adriana Wilson, uruguaya, y el pintor argentino Cándido López.  Su hermana, Ernestina A. López, compartió con ella gran parte de su derrotero, personal y profesional, dentro y fuera del feminismo.

## En la academia
Se recibió de maestra de grado y ejerció como tal, antes de entrar en la Universidad de Buenos Aires, en la Facultad de Filosofía y Letras. Esta Facultad fue creada el 13 de febrero de 1896, con la finalidad de crear educadores e investigadores dentro de su área de competencia. Ese mismo año ingresaron 29 alumnos, entre ellos, Elvira y su hermana, Ernestina López. La primera promoción que obtuvo el Doctorado en Filosofía y Letras tuvo lugar en 1901. El grupo estaba constituido por 9 alumnos, 5 varones y 4 mujeres, entre ellas, las hermanas López.
Su tesis doctoral El movimiento feminista, tuvo como padrinos a Antonio Dellepiane, destacado jurista e historiador, y a Rodolfo Rivarola, abogado y filósofo, que se hizo cargo de la cátedra de Ética y Metafísica, cuando estas fueron creadas en 1904. En la tesis se refleja de manera central su confianza en la educación como instrumento para el cambio social en general y de las mujeres en particular. En ella también aboga por los derechos civiles de las mujeres, mostrando su avance a través del desarrollo histórico. En su tesis desde una perspectiva teórica, sistematizó la situación de las mujeres y también el estado de las luchas reivindicatorias.
Publicó en algunas importantes revistas universitarias de la época en las que expresó estas mismas preocupaciones por la situación de las mujeres y los niños y niñas, así como por la precaria situación a nivel mundial, en donde puntualizó la necesidad de solidaridad y educación, caminos seguros, según ella, hacia la paz y el bienestar. 

## Más allá de la academia
Participó, junto a su hermana Ernestina en la creación de muchas organizaciones de mujeres, como el Consejo Nacional de Mujeres en 1900 y el Centro Feminista al que se sumaron en 1906, entre otras.
Ya en el primer capítulo de la tesis de Elvira trató la cuestión conceptual de la igualdad, preanunciando, en cierta medida, el debate de fin de siglo XX entre el feminismo de la igualdad y el feminismo de la diferencia. Si bien allí expresó su preocupación por la situación desigual de las mujeres, esto se va a ver también reflejado en sus actuaciones en las diversas organizaciones en las que participa.
Su trabajo académico, considerando la tesis y los escasos artículos conservados, como señala la filósofa María Luisa Femenías, que le dedicó un capítulo en su libro sobre filósofas, «responden, más bien, al interés de fundamentar teóricamente el conjunto de demandas políticas y sociales, que luego se plasmaron en el Congreso Femenino de 1910, del que fue secretaria».
Tuvo múltiples participaciones en dicho Congreso, mientras su hermana Ernestina realizó el discurso inaugural. Tanto en sus intervenciones dentro del Congreso como en sus publicaciones y acciones, mostró cómo «su objetivo es comprometer a los varones en la causa de las mujeres, la equidad y la vida solidaria».
Esto se ve expresado en un artículo que escribió para la Revista de la Universidad de Buenos Aires, estableciendo una clara diferencia entre "beneficencia" y "filantropía", que va en consonancia con su enfrentamiento con la "Sociedad de Beneficencia" y las "Damas" que en ese momento la dirigían.